# Super Wings

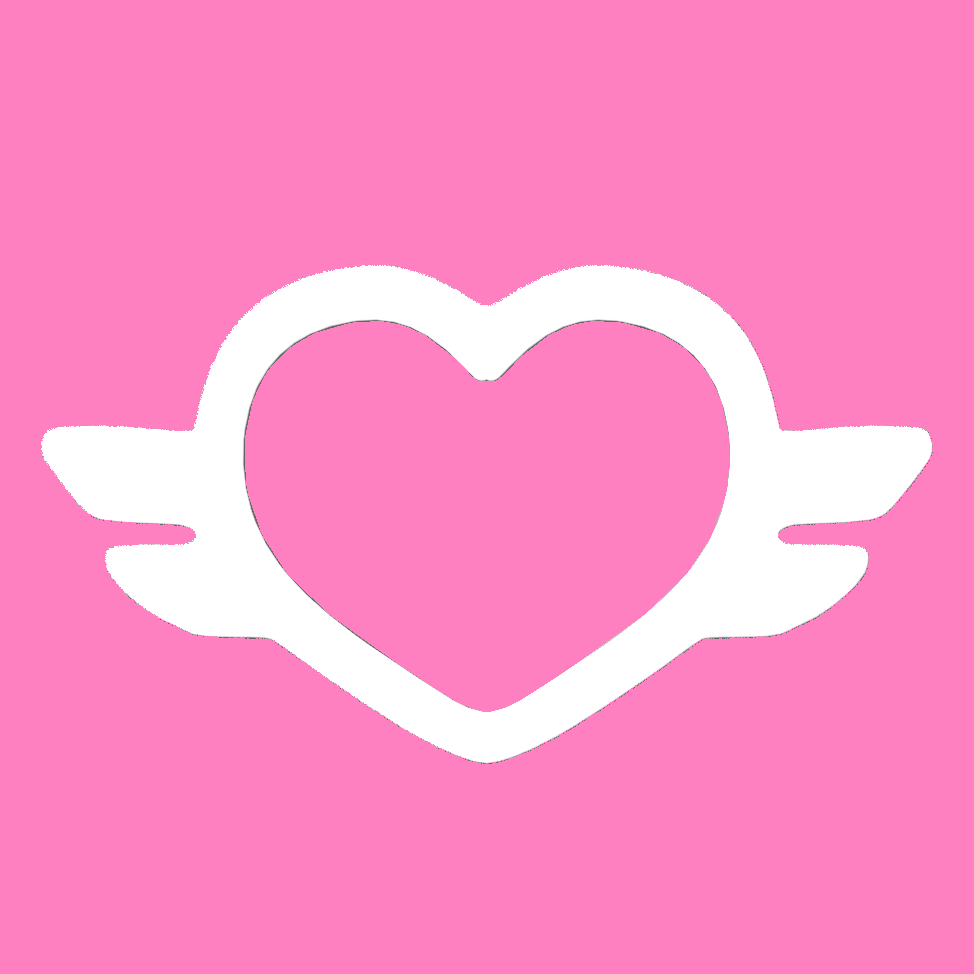
❤Banner de Dizzy, por exemplo❤

Super Wings é uma série animada da televisão americana, chinesa e sul-coreana, baseada na franquia 'Carros, Disney e Pixar e Aviões da Disney', criada em 2013 e coproduzida pela The Walt Disney Company.
A série é sobre um jovem avião Jett e seus companheiros que podem se transformar em robôs navegando pelo mundo e enfrentando diversos desafios e resolvendo problemas, mostrando também a importância da diversidade cultural.

## Personagens
- Jett (coreano: 호기; chinês: 乐 迪; dublado por Luca Padovan na versão em inglês): O personagem principal. Um jovem jato vermelho e branco. Suas principais tarefas são entregar pacotes para crianças de todo o mundo.
- Donnie (coreano: 도니; chinês: 多多; dublado por Colin Critchley na versão em inglês): Um jovem avião azul e amarelo. Sua especialidade é criar ou consertar vários dispositivos ou objetos, usando seu kit de ferramentas. No entanto, está sujeito a acidentes quando tenta pousar.
- Dizzy (coreano: 아리; chinês: 小爱; dublado por Junah Jang na versão em inglês): Um jovem helicóptero rosa e branco. Sua principal característica é resgatar pessoas que estão em perigo.
- Jerome (coreano: 재롬; chinês: 酷飞; apelidado por Evan Smolin na versão em inglês): Um jovem avião de combate azul. Ele acredita que alguns problemas de Jett podem ser resolvidos dançando, e pensa que pode realizar outras missões Super Wings melhor do que as outras. Jerome não aparece na terceira temporada.
- Grand Albert: Um avião biplano laranja aposentado que adora contar histórias e relembrar suas muitas aventuras. Quando Jett, Dizzy, Donnie e o resto não sabem o que fazer, eles perguntam sobre o problema e ele os ajuda a escolher o caminho certo. Ele não aparece na segunda temporada.
- Paul: É um avião da polícia que protege o Aeroporto Internacional. Ele é responsável por garantir que todos os aviões, passageiros e pacotes enviados estejam sempre seguros. Ele é o personagem dos Super Wings que ajuda seus companheiros a entender o que é certo e o que é errado, levando seu trabalho muito a sério para fazer o melhor.
- Mira: Um hovercraft que adora mergulhar. É o único avião dos Super Wings que sabe nadar. Sua característica é ajudar as pessoas na água.